# Łobez (województwo wielkopolskie)
Łobez – wieś w Polsce położona w województwie wielkopolskim, w powiecie jarocińskim, w gminie Jaraczewo.
W latach 1975–1998 miejscowość administracyjnie należała do województwa kaliskiego.
Wieś leży ok. 10 km na zachód od Jarocina. W Łobzie funkcjonuje Ochotnicza Straż Pożarna z siedzibą przy świetlicy wiejskiej.
Pierwsza wzmianka pochodzi z roku 1389 a pierwotna nazwa wsi to Łobszowo. Wśród łąk, około 1,5 km na północ od wsi znajduje się grodzisko pierścieniowate o średnicy 35 m i wysokości do 3 m, datowane na IX - XIII wiek. Grodzisko zwane Gorzyckiem, ma obwód 120 m, a wysokość wałów sięga 3 m. Jest to pozostałość grodu z IX- XII w. Pierwszy raz wzmiankowane w dokumencie z 1615 roku. Według podań miejscowej ludności grodzisko miało mieć połączenie wodne z podziemną sztolnią z odległym o 7 km na wschód grodziskiem koło Cząszczewa. 
Na terenie Łobza prowadzone były badania archeologiczne.